# ЛиАЗ-5293
ЛиАЗ-5293 — российский городской полунизкопольный автобус большого класса, производившийся Ликинским автобусным заводом. Являлся полунизкопольной версией автобуса ЛиАЗ-5256. По состоянию на апрель 2021 года в общей сложности произведено около 2100 автобусов.
Первый автобус ЛиАЗ-5293.00 2006 года выпуска работал в городе Полевском Свердловской области. Первая крупная партия автобусов ЛиАЗ-5293 (100 машин) была заказана в 2007 году Нижегородской областью для работы в ГПНО «Нижегородпассажиравтотранс».
По состоянию на апрель 2021 года выпущено около 2100 автобусов ЛиАЗ-5293, из которых не менее 360 (18 %) были поставлены с завода в Санкт-Петербург, не менее 210 (11 %) — в Нижний Новгород. Автобусы этой модели эксплуатируются также в Архангельской, Брянской, Курской, Владимирской, Волгоградской, Воронежской, Калининградской, Калужской, Кировской, Костромской, Липецкой, Мурманской, Омской, Псковской, Самарской, Сахалинской, Свердловской, Смоленской, Тверской, Тюменской и Ярославской областях; в Алтайском, Краснодарском, Красноярском, Пермском,Приморском и  Хабаровском краях, Ненецком АО, ХМАО, а также в Республике Коми, киргизском городе Оше и казахстанских Астане и Алма-Ате. Также эти автобусы эксплуатируются как "шаттлы"в Приморском океанариуме на острове Русский в городе Владивосток Приморского края
В октябре 2013 года первая партия из четырёх автобусов модели ЛиАЗ-5293.60 поступила в Черкассы.
В Москве до 9 мая 2013 года эксплуатировались в 11-м автобусном парке семьдесят семь автобусов ЛиАЗ-5293.70, поступивших, соответственно, в 2006 году (12 шт. Евро-3), в 2007 году (25 шт. Евро-3) и в 2008 году (40 шт. Евро-4). Эти автобусы используют экологически чистое топливо — компримированный (сжатый) природный газ (метан). Эта модификация оснащена двигателем Cummins CGe-250, работающем на природном газе. После ЧП, связанного с разрывом газового баллона высокого давления, случившегося 9 мая 2013 года на отстойно-разворотной площадке у станции метро «Речной вокзал», эксплуатация этих автобусов была приостановлена. Автобусы находились на консервации до осени 2015 года, после чего газовые баллоны были заменены на более надёжные; 39 оставшихся автобусов 2008 года выпуска с двигателем Евро-4 вновь были введены в эксплуатацию.

## Модификации
- ЛиАЗ-5293.00 — с двигателем Caterpillar 3126E и КП Allison или Voith (авт.), Евро-3. Производился с 2006 по 2010 год.
- ЛиАЗ-5293.53 — с двигателем Cummins 6 ISBe 245B и КП ZF или Voith (авт.), Евро-3. Производился с 2010 по 2012 год.
- ЛиАЗ-5293.54 — с двигателем Cummins 6 ISBe4 245B и КП ZF или Voith (авт.), Евро-4. Производился в 2013—2014 годах.
- ЛиАЗ-5293.60 — с двигателем ЯМЗ-5362 и КП ZF или Voith (авт.), Евро-4. Производился с 2012 по 2017 год.
- ЛиАЗ-5293.65 — с двигателем ЯМЗ-53621 или ЯМЗ-53633 и КП ZF или Voith (авт.), Евро-5. Производился с 2018 по 2020 год.
- ЛиАЗ-5293.67 — c газовым двигателем ЯМЗ-53624 и КП ZF (авт.), Евро-5. Производился с 2019 по 2021 год.
- ЛиАЗ-5293.70 — с газовым двигателем Cummins CG e250 30 и КП Allison или Voith (авт.), Евро-3 и Евро-4. Производился с 2006 по 2016 год.

## Оценка проекта
Оценка проекта ЛиАЗ-5293 столь же неоднозначна, как и у предшественников. Пониженный до минимума ровный пол в передней и средней частях салона — несомненный прогресс, приближающий данную модель к аналогам вроде Scania OmniLink.
Однако при создании автобуса явно не был учтён ряд особенностей реальной эксплуатации, например, необходимость вписывания системы АСКП, которая из-за компоновочной несостыковки со стенкой кабины водителя занимает слишком много места, тем самым заметно снижая пиковую вместимость автобуса, что ухудшает его производительность и экономические параметры.
Основные размерности кузова остались от исходной высокопольной модели 5256, что также не способствует повышению комфорта пассажиров. Переход на новую технику для предприятия ЛиАЗ всегда был сопряжён с большим количеством первоначальных трудностей, изживавшихся долго и трудно уже по мере выпуска. Так, на ЛиАЗ-5293 существуют проблемы с эксплуатацией новой системы наклона кузова, часто живущей «собственной жизнью», то есть данная система может на остановке не наклонять кузов автобуса в сторону тротуара для уменьшения посадочной высоты и, напротив, при езде может неожиданно наклонять кузов в противоположную сторону.
В целом работа подвески неудовлетворительна. Невысоким остаётся и качество сборки, конструкция переднего портального моста требует доработки. Кроме того, несовершенна и конструкция открывания-закрывания дверей, доставшаяся от модели 5256, и так далее.
Таким образом, ЛиАЗ-5293 представляет собой лишь промежуточную низкобюджетную модель на пути освоения ЛиАЗом современной, полностью низкопольной модели ЛиАЗ-5292.
В конце 2017 года ЛиАЗ провёл рестайлинг модели 5293. Обновлённые автобусы 5293.60 в количестве 125 штук в декабре 2017 года — январе 2018 года были поставлены в Алма-Ату. Грамотно проведённое обновление передней и задней масок, с использованием передней оптики ГАЗон NEXT и задней ПАЗ Вектор Next позволило значительно освежить облик модели. В апреле 2021 года выпуск автобуса был прекращён.